# La Morera de Montsant
La Morera de Montsant è un comune spagnolo di 148 abitanti situato nella comunità autonoma della Catalogna.